# 高珏明
高珏明（1979年3月31日—），是已经退役的中国足球运动员，曾经进入过上海申花一线队并获得过出场机会。但是2001年初他被俱乐部挂牌时年仅21岁，最终决定退役，此后去同济大学学习。